# Molophilus (Molophilus) occultus
Molophilus (Molophilus) occultus is een tweevleugelige uit de familie steltmuggen (Limoniidae). De soort komt voor in het Palearctisch gebied.